# 키사라즈 캐츠아이 일본 시리즈
《키사라즈 캐츠야이 일본시리즈》(일본어: 木更津キャッツアイ 日本シリーズ)는 2003년의 일본 영화이다.
인기 텔레비전 드라마 《키사라즈 캐츠아이》의 영화화 작품이다. 오프닝에서는 나이를 먹은 주인공들을 일본의 거물 배우들이 연기하였다. 윤손하, 우치무라 테루 요시가 특별 출연하였고, 또한 드라마 시리즈에 등장한 아이카와 쇼, 키시단 등이 다시 본인 역으로 등장했다. 최종 흥행 수입 15억엔.
또한 2006년에는 시리즈 완결편으로 《키사라즈 캐츠아이 월드 시리즈》가 개봉되었다.

## 출연진

### 키사라즈 캐츠아이
- 오카다 준이치(V6멤버)
- 사쿠라이 쇼(아라시멤버/주제가a Day in Our Life를불렀다)
- 사토 류타
- 오카다 요시노리
- 츠카모토 타카시

### 주변 인물
- 사카이 와카나
- 야마구치 토모미츠
- 아베 사다오
- 시마 다이스케
- 미야케 히로키
- 히라이와 카미
- 와타나베 잇케이
- 미야지 마사코
- 수노우치 미호코
- 아이카와쇼
- 키시단
- 케시 타카미네 [특별출연]
- 후루타 아라타
- 모리시타 아이코
- 코히나타 후미요
- 야쿠시마루 히로코

### 일본 시리즈에 등장한 역할
- 윤손하 [특별출연]
- 우치무라 테루요시 [특별출연]
- 후나코시 에이이치로 [특별출연]
- 콘고치 타케시
- 하카마다 요시히코

### 30년후의 캐츠아이
- 나카오 아키라 [특별출연]
- 와타나베 테츠
- 이와마츠 료
- 와타나베 잇케이 [재출연]
- 이사야마 히로코
- 오카다 준이치 [재출연]

## 스탭
- 감독 : 카네코 후미노리
- 제작 총괄 : 이소야마 아키
- 제작 : 콘도 쿠니카츠, 후지시마 주리 K, 시이나 타모츠
- 각본 : 구도 간쿠로
- 음악 : 나카니시 쿄
- 촬영 : 야마나카 토시야스
- 편집 : 아라이 타카오, 요네야마 미유키
- 배급 : 아스믹 에이스

### 주제가
- 아라시 - 〈a Day in Our Life〉